# Fortan
Fortan ist eine französische Gemeinde mit 253 Einwohnern (Stand: 1. Januar 2022) im Département Loir-et-Cher in der Region Centre-Val de Loire. Sie gehört zum Arrondissement Vendôme und zum Kanton Le Perche. 

## Geographie
Die Gemeinde Fortan liegt etwa 17 Kilometer nordwestlich des Stadtzentrums von Vendôme. Nachbargemeinden von Fortan sind Savigny-sur-Braye im Westen und Norden, Mazangé im Osten und Südosten sowie Lunay im Süden und Westen.

## Bevölkerungsentwicklung
| Jahr                       | 1962 | 1968 | 1975 | 1982 | 1990 | 1999 | 2006 | 2013 | 2022 |
| -------------------------- | ---- | ---- | ---- | ---- | ---- | ---- | ---- | ---- | ---- |
| Einwohner                  | 259  | 241  | 163  | 174  | 155  | 183  | 243  | 283  | 253  |
| Quellen: Cassini und INSEE |      |      |      |      |      |      |      |      |      |

## Sehenswürdigkeiten
- Kirche Saint-Calais aus dem 15. Jahrhundert
- Wasserturm